# Peter Gottwald (Mediziner)
Peter Gottwald (* 3. November 1935 in Shanghai) ist ein deutscher Psychiater und Psychologe, der an der Carl von Ossietzky Universität Oldenburg bis zu seiner Emeritierung den Lehrstuhl für Psychologie mit dem Schwerpunkt Psychotherapie innehatte.

## Leben
Peter Gottwald studierte Medizin und promovierte 1962 in Kiel. Im Jahr 1965 folgte ein Studienaufenthalt in Boston; danach arbeitete er von 1966 bis 1976 als wissenschaftlicher Mitarbeiter am Max-Planck-Institut für Psychiatrie in München. Im Jahr 1972 folgte eine weitere Promotion zum Dr. rer. soz. im Fach der Psychologie an der Universität Konstanz.
Im Jahr 1977 wurde er nach Oldenburg berufen, wo er in der Arbeitseinheit Gesundheits- und Klinische Psychologie tätig war. Ein weiteres Interesse von ihm ist auf die Verwirklichung des von Jean Gebser so genannten Integralen Bewusstseins gerichtet; dafür ist er in der Jean-Gebser-Gesellschaft engagiert.

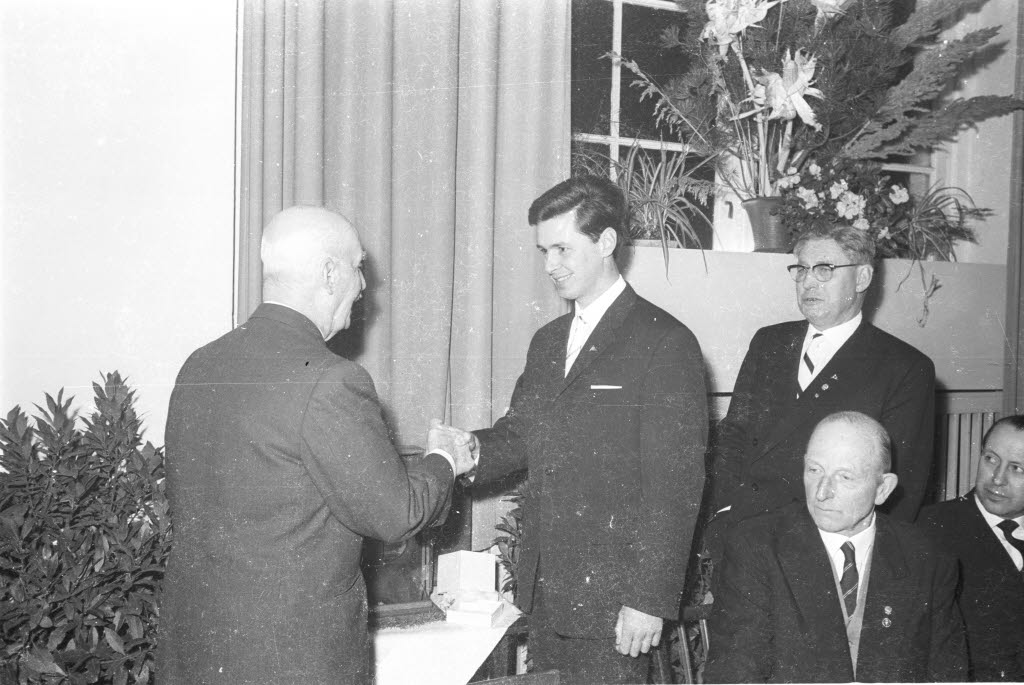
Preisverleihung 1962

Als Hochseesegler erhielt er 1962 in Kiel den renommierten Schlimbach-Preis.

## Werke (Auswahl)

### Bücher
- 1971 Kybernetische Analyse von Lernprozessen. Integration lernpsychologischer und ethologischer Vorstellungen über Bekräftigung (reinforcement). Oldenbourg, München (mit Hermann Heyse in ds. Jahr auch Übers. a.d. Engl. von: Victor Meyer und Edward S. Chesser: Verhaltenstherapie in der klinischen Psychiatrie. Thieme, Stuttgart)
- 1972 mit Wiltraud Redlin: Verhaltenstherapie bei geistig behinderten Kindern. Hogrefe, Göttingen ³1975
- 1974 mit Manfred Cramer (Hrsg.): Verhaltenstherapie in der Diskussion. Gesundheitspolitische und grundlagentheoretische Standpunkte. (Sonderheft der „Mitteilungen der GVT e.V.“) Deutsche Gesellschaft für Verhaltenstherapie, Tübingen
- 1974 mit Detlev Ploog: Verhaltensforschung: Instinkt, Lernen, Hirnfunktion. Urban und Schwarzenberg, München (U&S-Tb 1005) ISBN 3-541-06421-8
- 1976 mit Christoph Kraiker (Hrsg.): Zum Verhältnis von Theorie und Praxis in der Psychologie. (Sonderheft I/1976 der „Mitteilungen der GVT e.V.“) Deutsche Gesellschaft für Verhaltenstherapie, Tübingen
- 1976 mit Manfred Cramer und Heinrich Keupp (Hrsg.): Verhaltensmodifikation in der Schule. Die Schule als Feld experimenteller sozialer Innovation (Sonderheft III/1976 der „Mitteilungen der DGVT e.V.“) Deutsche Gesellschaft für Verhaltenstherapie, Tübingen
- 1989 In der Vorschule einer Freien Psychologie. Forschungsbericht eines Hochschullehrers und Zenschülers. Holzberg, Oldenburg (Schriftenreihe der Universität Oldenburg) ²1993 ISBN 3-87358-344-5
- 1989 mit Gottfried Mergner (Hrsg.): Liebe Mutter – Böse Mutter. Angstmachende Bilder von der Mutter in Kinder- und Jugendbüchern. Bibliotheks- und Informationssystem der Universität Oldenburg, ebd. ISBN 3-8142-0324-0 ²1991
- 2000 mit Wilfried Belschner (Hrsg.): Spiritualität und Gesundheit. BIS, Oldenburg
- 2003 Zen im Westen – Neue Lehrrede für eine alte Übung. LIT, Münster
- 2007 Dr. Fausts letzte Chance: Das Gute Leben. Isensee, Oldenburg.
- 2008 "Lebe wohl, DR. Faust, Adieu Mephistopheles" LIT Verlag Münster
- 2010 "Kraft, Gewalt, Macht-Betrachtungen während einer Segelreise durch den Götakanal" Cuvillier, Göttingen.

### Einzelarbeiten
- 1973 Verhaltenstherapie und Verhaltensmodifikation: Die Kontrolle menschlichen Verhaltens. Jahrbuch der Max-Planck-Gesellschaft, München
- 1998 Psychotherapie und spirituelle Übungswege. Vortrag auf der Tagung der Internationalen Jean Gebser Gesellschaft 1998 in Berlin. In: Beiträge zur Integralen Weltsicht. (Jb Intern JGGes) XIII
- 1999 Psychotherapie und die Wege zur Ichfreiheit. Transpers Psychol Psychother 5, Heft 2 S. 57–75
- 2003 Alfred Korzybskis "Allgemeinsemantik" als ein Keim des Integralen Bewusstseins. und Gnosis und Integrales Bewusstsein. In: Beiträge zur Integralen Weltsicht. (Jb Intern JGGes) XVIII S. 10–40 bzw. S. 99–106
- 2005 Eine Schattengestalt des Humanismus. Vierhundert Jahre Dr. Faust. In: Beiträge zur Integralen Weltsicht. (Jb Intern JGGes) XIX S. 121–147
- 2006 Gebser wahren – die zeitfreie Aufgabe... In: Beiträge zur Integralen Weltsicht. (Jb Intern JGGes) XX S. 137–145
- 2006 Spirituelle Wege – ein allgemeiner Orientierungsversuch.(. In: Gebser Rundbrief, April 2007, PDF 492 KB, S. 3–9), Einführung in das Thema der Tagung. Jahrestagung der Jean Gebser Gesellschaft 2006 (nur online) (Memento vom 12. Juni 2007 im Internet Archive)